# Galeosoma
Galeosoma és un gènere d'aranyes migalomorfes de la família Idiopidae. Es poden trobar a l'Àfrica austral.
Van ser descrits per primer cop per William Frederick Purcell l'any 1903.

## Llista d'espècies
Segons el World Spider Catalog versió 11.5 hi ha les següents espècies:
- Galeosoma coronatum Hewitt, 1915
- Galeosoma crinitum Hewitt, 1919
- Galeosoma hirsutum Hewitt, 1916
- Galeosoma mossambicum Hewitt, 1919
- Galeosoma pallidum Hewitt, 1915
- Galeosoma planiscutatum Hewitt, 1919
- Galeosoma pluripunctatum Hewitt, 1919
- Galeosoma robertsi Hewitt, 1916
- Galeosoma schreineri Hewitt, 1913
- Galeosoma scutatum Purcell, 1903
- Galeosoma vandami Hewitt, 1915
- Galeosoma vernayi Hewitt, 1935